# 罗讷河畔塞尔沃
罗讷河畔塞尔沃（法語：Serves-sur-Rhône，法語發音：[sɛʁv syʁ ʁon]）是法国德龙省的一个市镇，位于该省西北部，属于瓦朗斯区。

## 地理
罗讷河畔塞尔沃（45°8'19"N, 4°49'4"E）面积6.49 平方千米，位于法国奥弗涅-罗讷-阿尔卑斯大区德龙省，该省份为法国东南部内陆省份，北起顺时针与伊泽尔省、上阿尔卑斯省、上普罗旺斯阿尔卑斯省、沃克吕兹省和阿尔代什省接壤。
与罗讷河畔塞尔沃接壤的市镇（或旧市镇、城区）包括：罗讷河畔阿拉斯、奥宗、维永、埃罗姆、蓬萨。

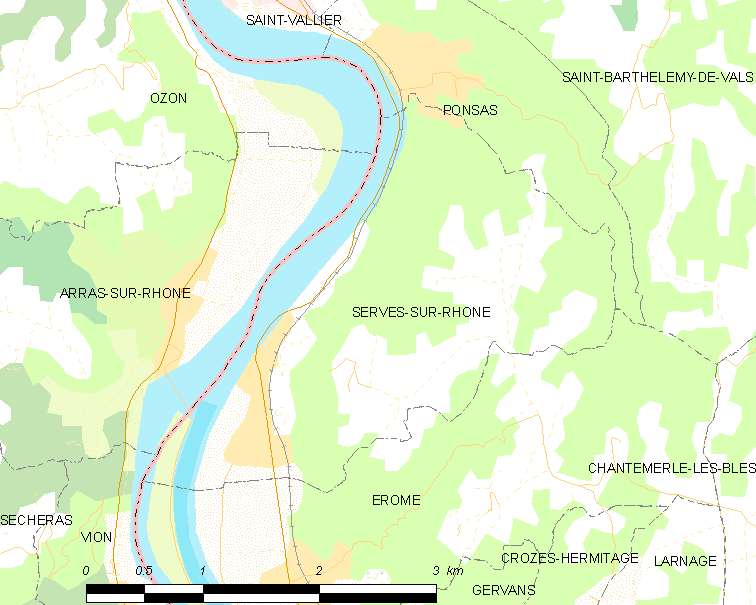
罗讷河畔塞尔沃的OSM定位图

罗讷河畔塞尔沃的时区为UTC+01:00、UTC+02:00（夏令时）。

## 行政
罗讷河畔塞尔沃的邮政编码为26600，INSEE市镇编码为26341。

## 政治
罗讷河畔塞尔沃所属的省级选区为坦莱尔米塔日县。

## 人口

1962-2008年间罗讷河畔塞尔沃人口变化图示

罗讷河畔塞尔沃于2022年1月1日时的人口数量为737人。